# Степанці
Сте́панці — село в Україні, у Черкаському районі Черкаської області, центр Степанецької сільської громади. Через село протікає річка Росава. Станом на 1 січня 2020 р. в селі проживало 1974 особи. Площа села — 754,22 га.

## Історія
Точних відомостей про походження назви села немає, імовірно, що вона походить від слова «степ».
Умовно село розділяють на 6 кутків. Згідно із спогадами старожилів, можна так пояснити їх назву:
- «Слобода» — тут колись були вільні землі, куди селяни тікали від кріпацтва;
- «Харківка» — землі в давнину належали козакові Харку;
- «Заросава» — територія села, яка розташована за річкою Росавою;
- «Містечко» — у XVIII—XIX століттях тут проживало багато євреїв, які займалися торгівлею і кожна сім'я мала своє місце, лавку;
- «Рудка» — тут було багато родовищ рудої глини;
- «Пилява» — в давнину була окремим селом.

1239 року Канів та близько розташовані села, були спустошені монголо-татарами. З 1305 року Канівщина увійшла до складу Литовської держави, а після Люблінської унії 1569 року, польська шляхта поширила своє панування на Правобережну та Лівобережну Україну. З 1793 року територія була окупована Російською державою.
1741 року в селі налічувалось 50 дворів, після реформи 1861 року воно перетворилось у типове тогочасне містечко з дрібними кустарними промислами, більше половини жителів якого складали євреї. В центрі села, по вулиці Київській, й досі збереглось кілька єврейських будинків, зокрема будівля теперішньої пошти. На жаль, більшість єврейського населення було знищено під час Другої світової війни і емігрувало пізніше за кордон. Також в селі є декілька селянських хат, датованих початком XX століття. «Київський вісник» за 1900 рік повідомляє, що в Степанцях було 1120 дворів, 7247 жителів (із них євреїв — 3696), землі — 4060 десятин, зокрема панської — 1428 десятин, селянської — 2492 десятини. У селі були цукровий та миловарний заводи, а також гуральня, виноочисний склад, вальцьовий млин, сільський банк і аптека.
З 1880-х років у Степанцях працювала земська школа, в якій, за спогадами жителів села, вчителювала племінниця Нечуя-Левицького — Антоніна Левицька, яка викладала російську словесність. Нечуй-Левицький часто гостював у неї у Степанцях і в серпні 1886 року написав повість «Пропащі», в якій показав долю селян-кріпаків із сім'ї Марусі Качурихи.
Землі села Степанець належали двом поміщикам: Антону Хамцю та Михайлу Розову. Наприкінці 1916 року поміщик Михайло Розов продав землю і виїхав до Польщі. Після смерті поміщика А. Л. Хамця його землями на Заросав'ї володіла дружина. За її вказівкою було збудовано притулок для дітей-сиріт.
Після 1917 року в притулку та інших приміщеннях панського маєтку знаходилась школа. У 1927 році, під час примусової колективізації, на Заросав'ї було створено ТЗОС з 10-ти селянських господарств, а 1930 року всі артілі села було об'єднано у перший колгосп, який називався «Велетень». Цього ж року було створено першу в Канівському районі МТС, тракторами якої обробляли більшу частину полів Канівщини.
Не оминув села голодомор 1932—1933 років. В цей період померло майже половина жителів села. Особливо багато жертв було серед дітей та населення села літнього віку. Практично у кожній родині були загиблі від голоду.
З 1941 по 1944 років у селі під час окупації було зруйновано 230 хат, вивезено до Німеччини 300 осіб цивільного населення, забрано із селянських господарств 670 голів худоби. У Степанцях розташовувалась німецька комендатура, а також діяла початкова школа, керована німецькою адміністрацією. В період 1942—1943 років у селі діяла підпільна група, яку очолював Ф. Калініченко. У Другій світовій війні брали участь 562 жителі села, з них 358 нагороджені орденами і медалями. Другого лютого 1944 року село було звільнене від німців. Після остаточного визволення Канівщини Степанецька школа відновила свою роботу. 1952 року вона була приєднана до початкової і стала середньою. З 1 вересня 2003 року Степанецька середня школа отримала статус спеціалізованої. Зараз у ній навчається близько 300 учнів.
Важливе значення для села та району має Степанецький професійний аграрний ліцей. Спочатку він існував як професійна школа, згодом ставши кустарно-промисловою школою, школою механізації сільського господарства (з 1933 року), автомобільною школою (1935—1941). Лише за довоєнний період тут підготовлено близько 12000 спеціалістів, а за період свого існування школа випустила понад 30 тисяч фахівців. 2006 року на території Степанецької сільради була збудована птахофабрика. Підприємство «Наша ряба» зосередило на території села близько 60 % всього свого виробництва.

## Населення

### Мова
Розподіл населення за рідною мовою за даними перепису 2001 року:
| Мова       | Відсоток |
| ---------- | -------- |
| українська | 96,81 %  |
| російська  | 3,04 %   |

## Пам'ятки природи
- Старий цвинтар — заповідне урочище місцевого значення.

## Відомі люди
В селі народилися:
- Биковець В'ячеслав Михайлович — український громадський діяч, співзасновник, генеральний директор, в.о. президента Спілки підприємців малих, середніх і приватизованих підприємств України.
- Бобир Микола Іванович — матеріалознавець, доктор технічних наук (1991), професор (1994), академік Національної академії наук України (2024), Заслужений діяч науки і техніки України (1998), лауреат Державної премії УРСР в галузі науки і техніки (1990).
- Дубницький Андрій Іванович (1998—2024) — військовик Збройних сил України, учасник російсько-української війни, Герой України (посмертно).
- Кучер Оникій Тимофійович — козак 2-ї бригади 4-ї Київської дивізії Армії УНР, Герой Другого Зимового походу,
- Лагода Валентин Костянтинович — поет-гуморист,
- Литвиненко Трохим Опанасович (* 17 жовтня 1910 — † 14 вересня 1963)[2] — Герой Радянського Союзу;
- Никифоров Микола Іванович (1886—1951) — історик, правознавець, професор, український громадський діяч у Харбіні (Китай)
- Плисюк Микола Юхимович (* 21 грудня 1913 — † 19 травня 1971)[3] — Герой Радянського Союзу.
- Сквирський Лев Соломонович (1903—1990) — радянський воєначальник.
- Скобель Любов Володимирівна (1956—2020) — Заслужена артистка України.
- Сліпченко Микола Степанович (* 25 грудня 1914 — ↑ 19 жовтня 1975) — український живописець;
- Ткаченко Олександр Петрович (1921—1944) — учасник французького загону руху Опору у роки Великої Вітчизняної війни. Сержант Червоної армії.

## Галерея

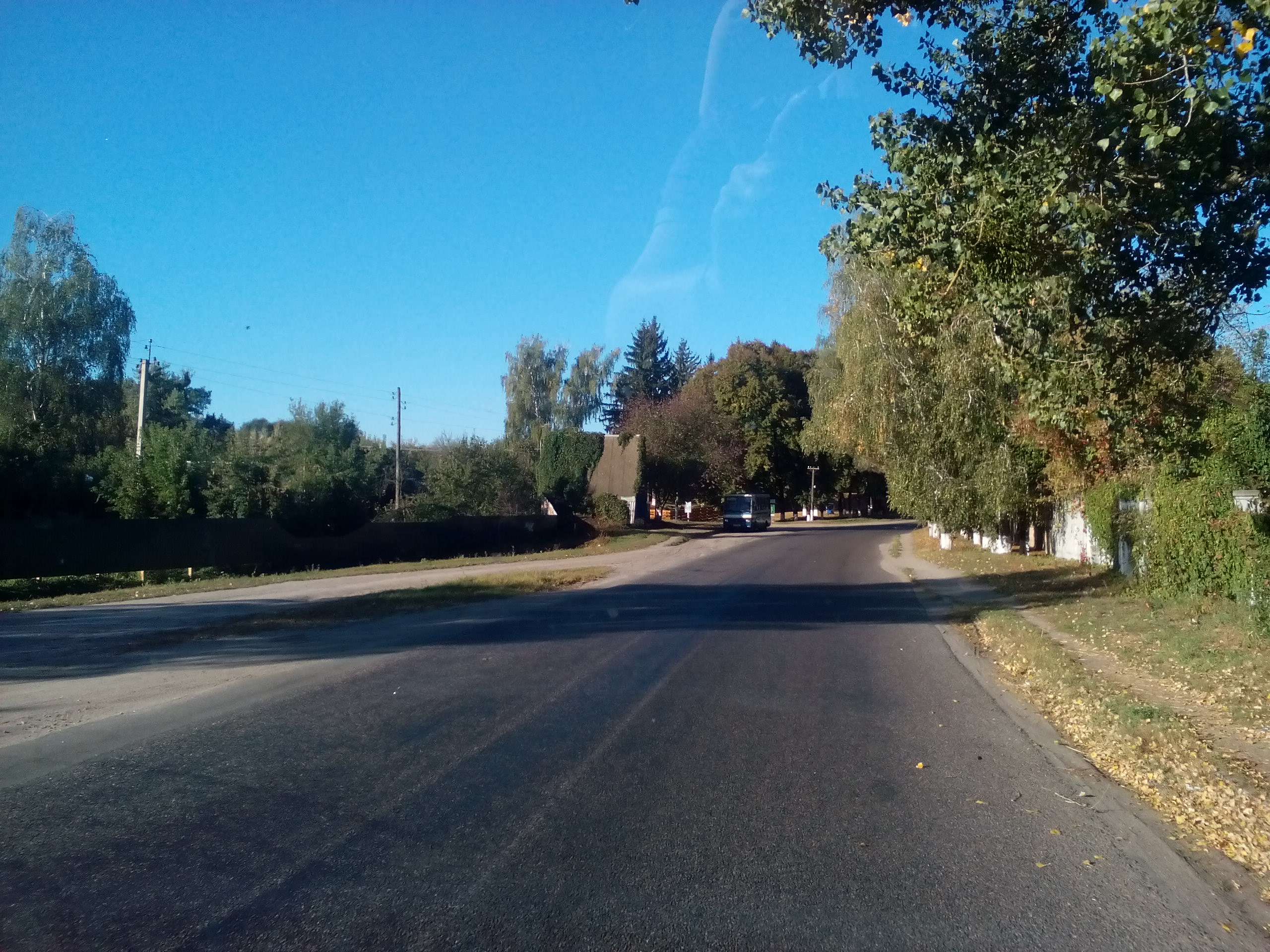
Степанецьке лісництво
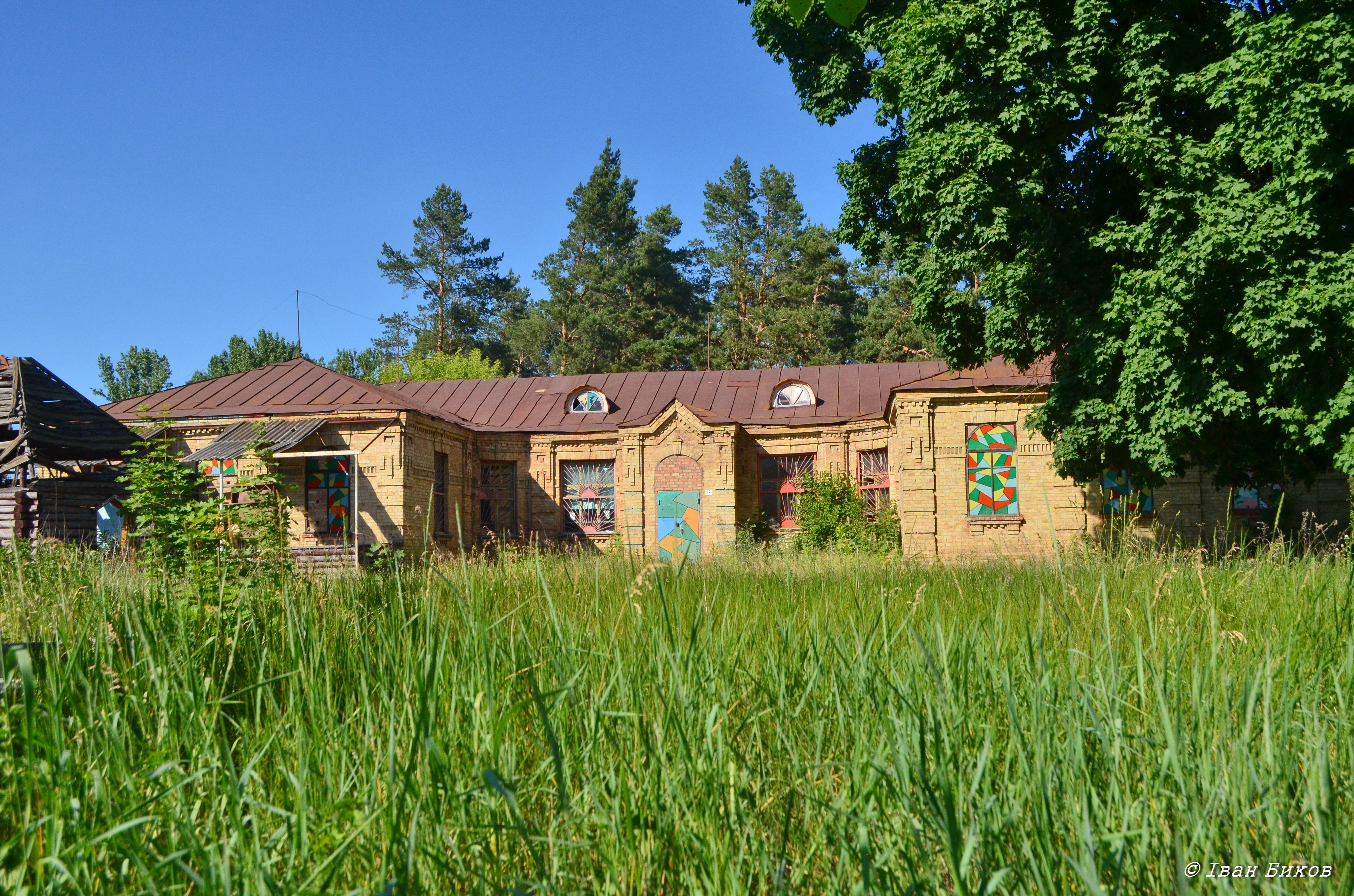
земська школа
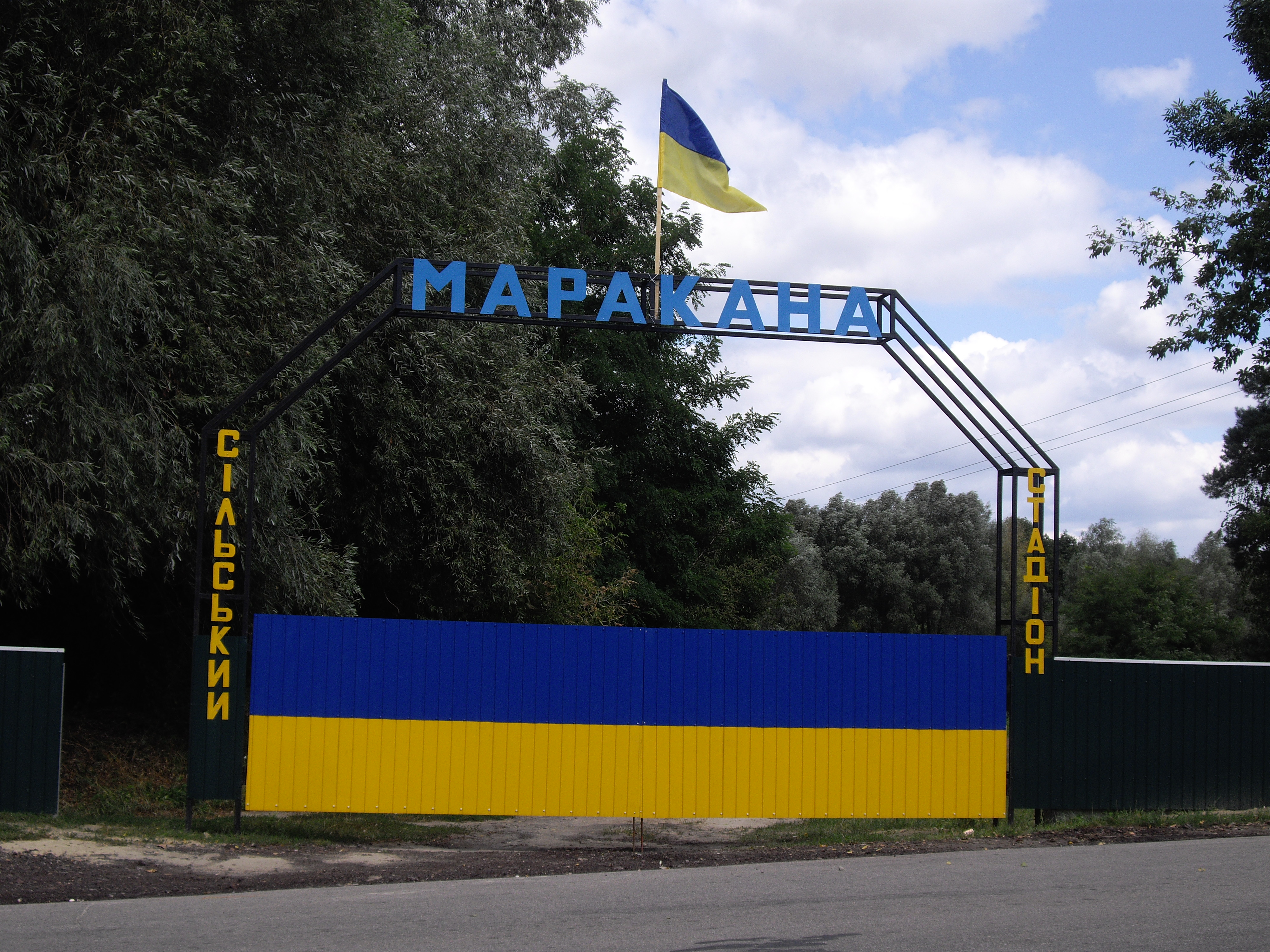
Місцевий стадіон